# Michael Milken

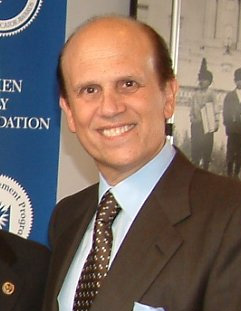
Michael Milken

Michael Robert Milken (Encino, 4 juli 1946) is een wegens fraude veroordeelde Amerikaanse ex-bankier.
Hij was een omstreden pionier binnen de junk bond-industrie van de jaren 70 en '80. In dienst van de firma Drexel Burnham Lambert ontwikkelde hij de markt voor junk bonds, en financierde hij een tijdperk van vijandige bedrijfsovernames. Met nauwelijks eigen vermogen stelde hij ondernemers in staat om grote bedrijven op te kopen - gefinancierd door de junk bonds. Nog steeds verwijst men naar Michael Milken als de Junk Bond King. Zelf noemden Milken cum suis zich de Master of the Universe, daarnaast wordt hij door sommigen gezien als het symbool voor de hebzucht van de jaren tachtig. In 1989 werd hij tot gevangenisstraf veroordeeld wegens onder meer belastingfraude en illegaal handelen met aandelen tussen verschillende klanten wat gezien zou kunnen worden als handel met voorkennis.

## Jeugd
De grootouders van Michael Milken waren Joodse immigranten uit Polen. Hij groeide op in Encino, Californië. Zijn vader werkte bij een accountantskantoor, en als de belastingen ingevuld moesten worden hielp het hele gezin mee. Hij studeerde aanvankelijk wiskunde aan de Universiteit van Californië, maar verruilde deze studie voor bedrijfseconomie. Hij studeerde af met hoge cijfers, en verhuisde naar Philadelphia waar hij naar de Wharton school ging aan de Universiteit van Pennsylvania.

## Carrière
Begin 1969 werd Milken aangenomen bij Drexel Harriman Ripley in New York als assistent van de voorzitter. Milken zou door zijn Joodse afkomst destijds geen kans hebben bij sommige topfirma's van Wall Street. Vier jaar later fuseerde Drexel met Burnham and Company, en Milken werd gepromoveerd tot de baas van de "non-investment-grade" obligatie (junk bond) afdeling. De resultaten waren uitstekend en rond 1976 werd zijn jaarlijkse inkomen geschat op 5 miljoen dollar. Twee jaar later besloot hij de activiteiten voort te zetten vanuit Californië. In de jaren 80 financierde hij de hausse aan leveraged buyouts (LBO's) en vijandige overnames en maakte Drexel Burnham Lambert de meest winstgevende firma van Wall Street. In 1989 nam hij ontslag bij Drexel en begon zijn eigen onderneming, de International Capital Access Group.

## Handel met voorkennis
In 1989 werd Milken door Rudy Giuliani aangeklaagd wegens 98 gevallen van belastingontduiking, fraude en handel met voorkennis. In een deal met de justitie bekende Milken schuld aan zes minder ernstige overtredingen, waaronder:
- belastingontduiking, onder meer in samenwerking met de arbitrageur Ivan Boesky;
- illegaal handelen met aandelen MCA tussen verschillende klanten (Golden Nugget, Ivan Boesky);
- het helpen van een cliënt met het ontduiken van de belasting, met fictieve aandelentransacties.

De rechter Kimba Wood veroordeelde Milken tot een gevangenisstraf van tien jaar, en een levenslange verbanning uit de effectenwereld. Daarnaast heeft hij ongeveer 900 miljoen dollar betaald aan boetes. Hij zat twee jaar uit van zijn straf.

## Gratie
In februari 2020 heeft president Donald Trump Milken gratie verleend. Het levenslange beroepsverbod in de beleggingssector blijft wel van kracht. In zijn verklaring prees hij Milken voor zijn innovatieve werk waarmee hij bedrijven toegang tot de kapitaalmarkt heeft gegeven.

## Trivia
- Milken (en zijn veronderstelde lage straf) werd aangehaald in het liedje The Fuddy Duddy Judge van Deee-Lite: "You get four years if you are Michael Milken but 10-15 if you rob the milk man."
- In de gevangenis droeg Milken nog een toupet, daarna niet meer.
- In 2007 werd zijn vermogen geschat op 2,1 miljard dollar. Daarmee plaatste Forbes hem op de 458e plaats van de rijkste mensen ter wereld.[4]
- Milken is de financier van de Milken Community High School, een Joodse privé school in Bel-Air, Los Angeles, hij is oprichter van de Prostate Cancer Foundation waarmee onderzoek naar prostaatkanker gefinancierd wordt. Verder heeft Milken samen met zijn broer de Milken Family Foundation opgericht, het fonds doneerde zo'n 50 miljoen euro aan medisch onderzoek en onderwijs.
- Het personage Gordon Gekko uit de film Wall Street is gebaseerd op Milken.[bron?]